# Daewoo Precision Industries K3
A Daewoo Precision Industries K3 é uma metralhadora leve sul-coreana. É a terceira arma de fogo desenvolvida na Coreia do Sul pela Agência para o Desenvolvimento da Defesa, depois dos fuzis de assalto K1 e K2. É fabricada pela Daewoo Precision Industries, atual SNT Motiv. A K3 é capaz de disparar tanto munição 5,56×45mm NATO quanto munição .223 Remington, assim como o fuzil de assalto K2. A metralhadora leve K3 entrou em serviço em 1989, substituindo a metralhadora M60 em uso na linha de frente.

## Variantes
- XK3: Protótipo experimental.
- K3: Variante padrão produzida em massa.
- K3 Para: Versão encurtada da K3 com RAS e pequenas modificações. Revelada pela primeira vez em 2015.[3]
- K15: Versão fortemente redesenhada e modernizada.[4]

## Operadores
- Colômbia: 400 K3 adquiridas em 2006.[5]
- Equador[6][7]
- Guatemala[8]
- Indonésia: 110 K3 adquiridas em 2006 e mais 803 em 2011.[5][9]
- Coreia do Sul: Metralhadora leve. Planejada para ser substituída pela K3 Para.[10]
- Filipinas: O Exército Filipino adquiriu 6.540 unidades em 2008. As K3 da Polícia Nacional das Filipinas foram adquiridas em 2019.[11]
- Tailândia: 2 K3 transferidas de acordo com um relatório de armas leves do SIPRI de 2019.[12]